# Lepanthes jayandella
Lepanthes jayandella är en orkidéart som beskrevs av Carlyle August Luer. Lepanthes jayandella ingår i släktet Lepanthes och familjen orkidéer.
Artens utbredningsområde är Ecuador. Inga underarter finns listade i Catalogue of Life.